# Cerro Ramada
El cerro Ramada es una montaña ubicada en la provincia de San Juan, en el centro oeste de la Argentina.
Su elevación es de 6.384 m s. n. m., la cordillera a la cual pertenece es la cordillera de los Andes.